# التهاب پیشاب‌راه
اورتریت (به انگلیسی: urethritis) عبارت است از التهاب یا عفونت پیشابراه ( مجرایی که ادرار از طریق آن از مثانه به خارج می‌رود). اورتریت غالباً با التهاب مثانه (سیستیت‌) همراه است. این بیماری در تمام سنین و هر دو جنس دیده می‌شود ولی در جنس مؤنث چند برابر شایع‌تر است.

## علایم شایع
سوزش ادرار، تکرر ادرار، احساس فوریت برای ادرار کردن حتی در هنگامی که ادرار زیادی در مثانه نیست ( اورژنسی )، گاه درد شکمی به خصوص در اطفال و گاه تب . اورتریت می‌تواند موجب عفونت سایر بخشهای دستگاه تناسلی و حتی کلیه و حالب شود .

## علل
گونوکوک ( اورتریت گنوکوکی ) سایر باکتری‌ها، قارچها، عفونت کلامیدیایی، مواد شیمیایی و تروما به خصوص ترومای ناشی از جراحی، صابون.
بهداشت پایین و فعالیت جنسی بی ضابطه از عوامل خطرزا هستند .

## درمان
معمولاً با آنتی بیوتیک است.